# Половинне (Половинський округ)
Полови́нне (рос. Половинное) — село, центр Половинського округу Курганської області, Росія.
Населення — 4645 осіб (2010, 5221 у 2002).
Національний склад станом на 2002 рік:
- росіяни — 91 %